# Xavier Gols i Soler
Xavier Gols i Soler, algun cop citat com a Xavier Gols i Solé (Tarragona, 2 de novembre del 1902 - Tarragona, 7 de febrer del 1938) va ser compositor i director.

## Biografia
Aprengué música del seu pare, Josep Gols, mestre de capella i compositor. Estudià violí i piano, i amb vint-i-pocs anys ja acompanyava com a pianista l'Orfeó Tarragoní, que dirigia son pare. En aquesta època s'enceta la seva obra com a compositor, amb les cançons Canticel, premi als Jocs Florals de Girona del 1922, Fred, Hebe, un matí..., la sardana Mercè i les obres per a piano Serenata i Preludi.
El 1927 guanyà la beca Pau Casals, que li permeté anar a Barcelona a estudiar piano durant dos anys amb Blanca Selva i també rebre lliçons de Baltasar Samper. Mentre s'estava a la ciutat comtal exercí la crítica musical a la revista La Nau (1928-1929).
Tornà a Tarragona el novembre del 1929. De son pare agafà les regnes de l'Orfeó Tarragoní (1930), tasca que complementà amb concerts i recitals i fent classes de solfeig i piano al conservatori de la ciutat. En els estius dels anys 1932 i 1933 va emprendre dues expedicions de recerca de materials per a l'Obra del Cançoner Popular de Catalunya (vegeu Bibliografia), que el posaren en contacte amb el ric cabal de la música popular catalana, que d'aleshores en endavant influiria en les seves composicions. El 1935 veié premiat per la Generalitat el seu Quintet en re menor, que havia compost a l'any anterior. Fou autor de peces que hom comparà a les d'un Toldrà o un Mompou, i n'aconseguí difusió internacional gràcies als concerts que la pianista Claire Svecenski feu a Nova York el 1935. L'esclat de la Guerra Civil no interrompé la seva tasca creativa, que continuà fins a la tardor del 37, amb la seva darrera obra, Tres preludis rurals, que ja no veuria estrenada.
Considerat per la crítica com un dels compositors amb més projecció de futur, una peritonitis fulminant li llevà la vida a trenta-sis anys.
A la Biblioteca de Catalunya es conserva el seu fons: partitures manuscrites de música per a veu i piano, per a piano, cambra i cor i impresos (vegeu l'enllaç, més avall). La Diputació de Tarragona convoca un premi-beca de composició en honor seu (2005), i l'Escola i Conservatori de Música de la Diputació de Tarragona convoca un concurs de creativitat per a estudiants de música (IV edició 2005-2006).

## Obres
- De les terres altes: quatre impressions per a piano (1936)
  - Ametllers florits, al lluny... (Algun cop transcrita com a Ametllers florits al juny)
  - Nènia
  - La tarda als cims
  - El llogarret en festa
- Dues miniatures, per a violí i piano
- Mercè (ca. 1927), sardana per a cobla, dedicada a la seva esposa
- Poema del Divendres Sant (1930)
- Preludi (1924), obra per a piano
- Quintet en re menor (1936), també titulat La filla del rei de França, per a dos violins, viola, violoncel i piano, accèssit al premi Felip Pedrell de la Generalitat de Catalunya
- Sardana (1925), per a piano a quatre mans
- La serenata (1925), dedicada a la seva alumna de piano, Mercè Rovira, amb qui es casaria el 28 d'agost del 1930
- Suite pour piano (1928-1930) (Prelude, Menuet, Scherzo, Sarabande, Air à danser)
- Tres preludis rurals (1937), per a orquestra de corda i piano, estrenada pòstumament per Baltasar Samper

### Cançons
- A la Febró (ca. 1933), harmonització de Xavier Gols d'una cançó popular
- A una cirera (1923), amb lletra de Joan Maria Guasch
- A una illa (1926), per a cor, amb lletra de Josep Carner
- Ara vé el mes de març (ca. 1933), harmonització de Xavier Gols
- Cançons escolars (1934) (Jardinet, La barca), amb lletra d'Antoni Brunet
- Canticel (1922), per a veu i piano, amb lletra de Josep Carner
- La caseta al bosc (1927), amb lletra de Rafael Nogueras
- Don Juan i Don Ramon (ca. 1933), harmonització d'una cançó popular
- Els dos brillaires (ca. 1933), harmonització d'una cançó popular
- Fred (1922), amb lletra de Josep Carner
- Glossa (1926), per a cor a 5 veus mixtes, amb lletra de Rossend Llates
- Hebe, un matí... (1922), lletra de Joan Gols i Soler
- Mira l'horta (1934), lletra d'Antoni Brunet
- Els jocs de Jesús (1932), lletra de Miquel Melendres
- Pantalons llargs (1925), amb lletra de Joan Salvat-Papasseit
- Si gosés (1924), lletra de Manuel Romaní de Fanés
- Si jo fos pescador (1927), amb lletra de Joan Salvat-Papasseit
- Les tres besades (1926), amb lletra de Tomàs Garcés

## Discografia
- Xavier Gols: integral per a veu i piano Tarragona: OASI Tinet, 206
- Xavier Gols (1902-1938) Obra completa per a piano Jafre: Anacrusi, 2006
- Xavier Gols. Música de cambra Barcelona: Columna Música, 2004